# Rezerwat przyrody Morysin
Rezerwat przyrody Morysin – utworzony w 1996 r. leśny rezerwat przyrody znajdujący się w Warszawie, w dzielnicy Wilanów, między Jeziorem Wilanowskim, rzeką Wilanówką i Kanałem Sobieskiego, na terenie obszaru Morysin.

## Ochrona przyrody
Powierzchnia rezerwatu (obejmującego park, północną zatokę Jeziora Wilanowskiego i wyspę na jeziorze) wynosi: 53,4565 ha. Wokół rezerwatu wyznaczono otulinę o powierzchni 254,18 ha. Obszar rezerwatu podlega ochronie czynnej.
Cel powołania rezerwatu to ochrona fragmentu doliny Wisły z lasem łęgowym i licznymi okazami drzew pomnikowych oraz bogatą florą i fauną.
Zespół przyrodniczo-krajobrazowy Morysina wszedł w skład Wilanowskiego Parku Kulturowego, obejmującego także zespoły Gucin Gaju i skarpy warszawskiej wraz z ich otoczeniem i powiązaniami krajobrazowymi oraz zespoły rezydencjonalne Wilanowa, Ursynowa i Natolina.
Rezerwat ten położony jest na terenie Warszawskiego Obszaru Chronionego Krajobrazu (Dz. Urz. Woj. Maz. Nr 42/14.02.2007 r., poz. 870).
Do 19 września 2014 r., kiedy wszedł w życie plan ochrony rezerwatu, był to teren dostępny tylko na mocy pozwolenia Regionalnego Dyrektora Ochrony Środowiska w Warszawie. Obecnie wstęp do parku jest możliwy bez pozwolenia i może odbywać się po ścieżkach wskazanych w planie ochrony – prowadzących obok zabytkowych ruin domku stróża w dwóch kierunkach: do ruin rotundy i do gajówki.

## Przyroda

### Siedlisko i roślinność

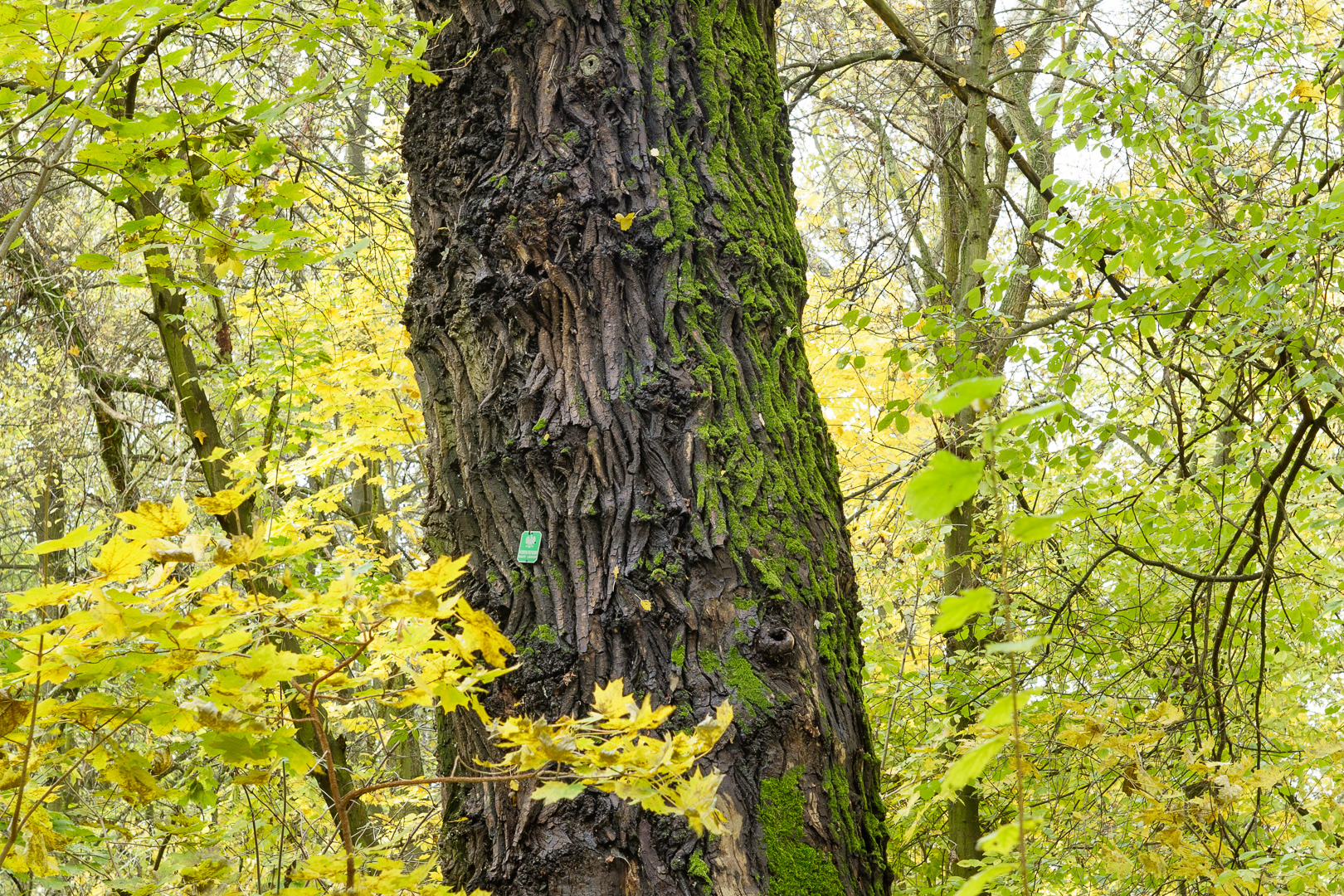
Jedno z drzew pomnika przyrody (topola biała)

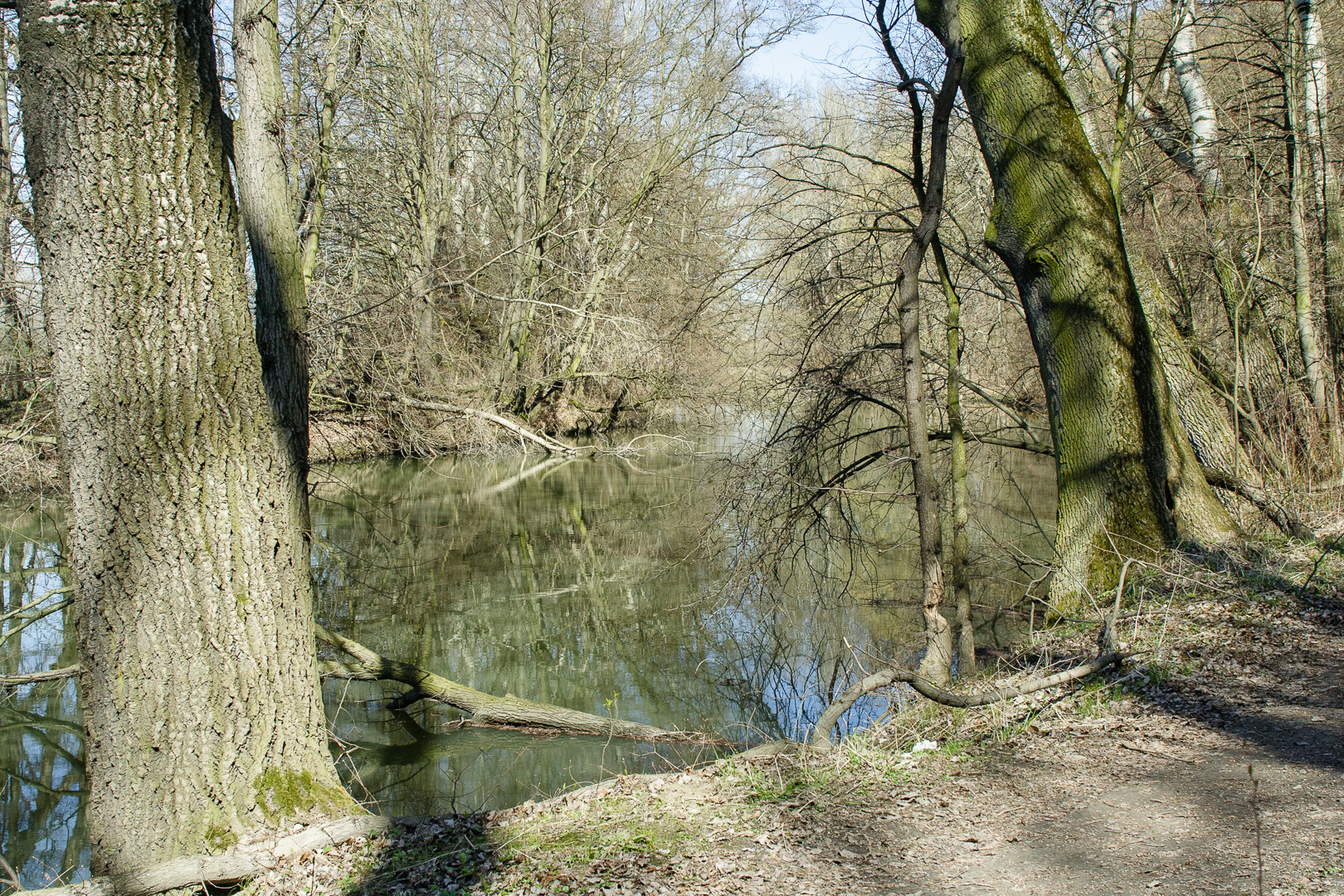
Kanał Sobieskiego widziany ze ścieżki w rezerwacie Morysin

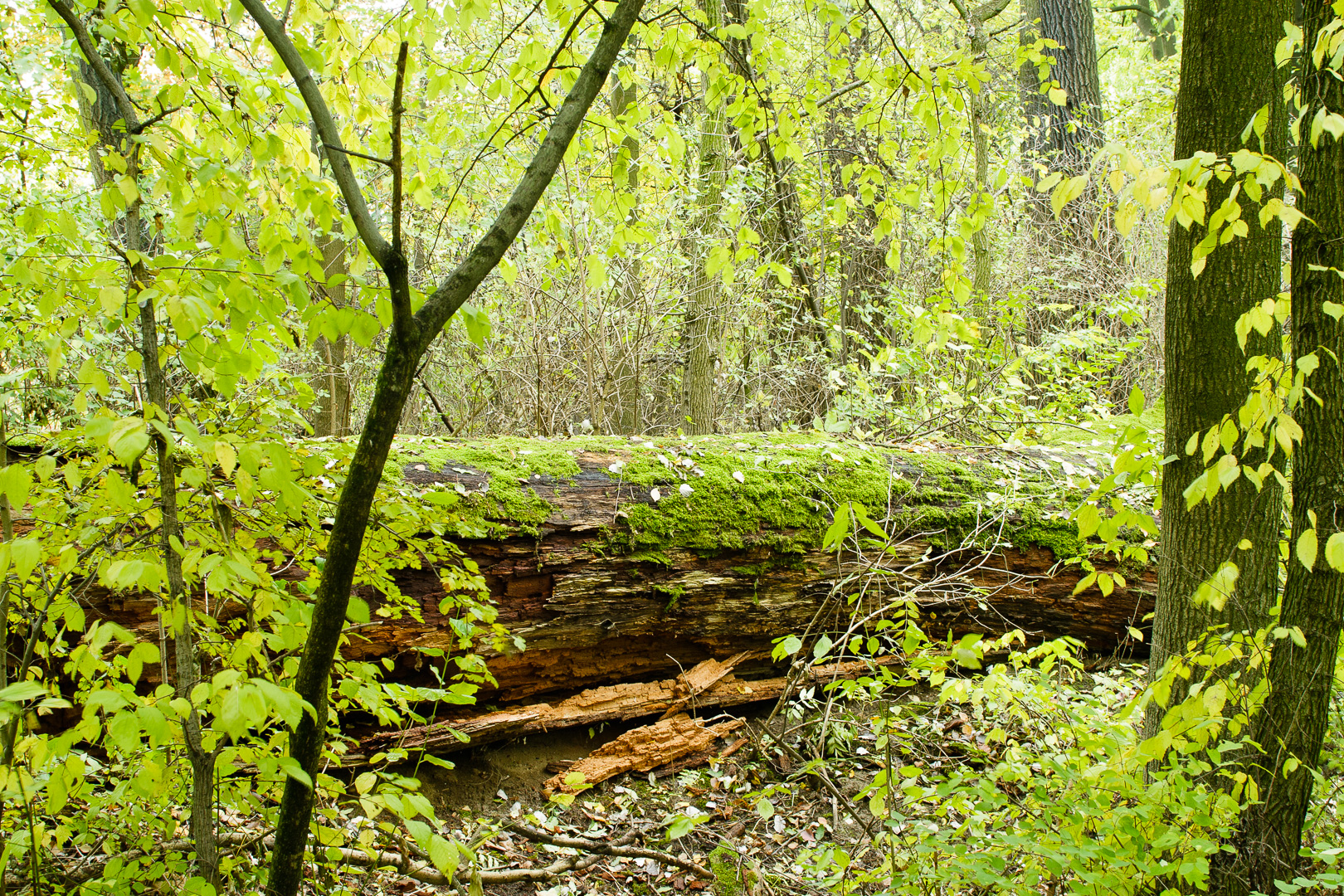
Martwe drewno (pień przewróconego drzewa).

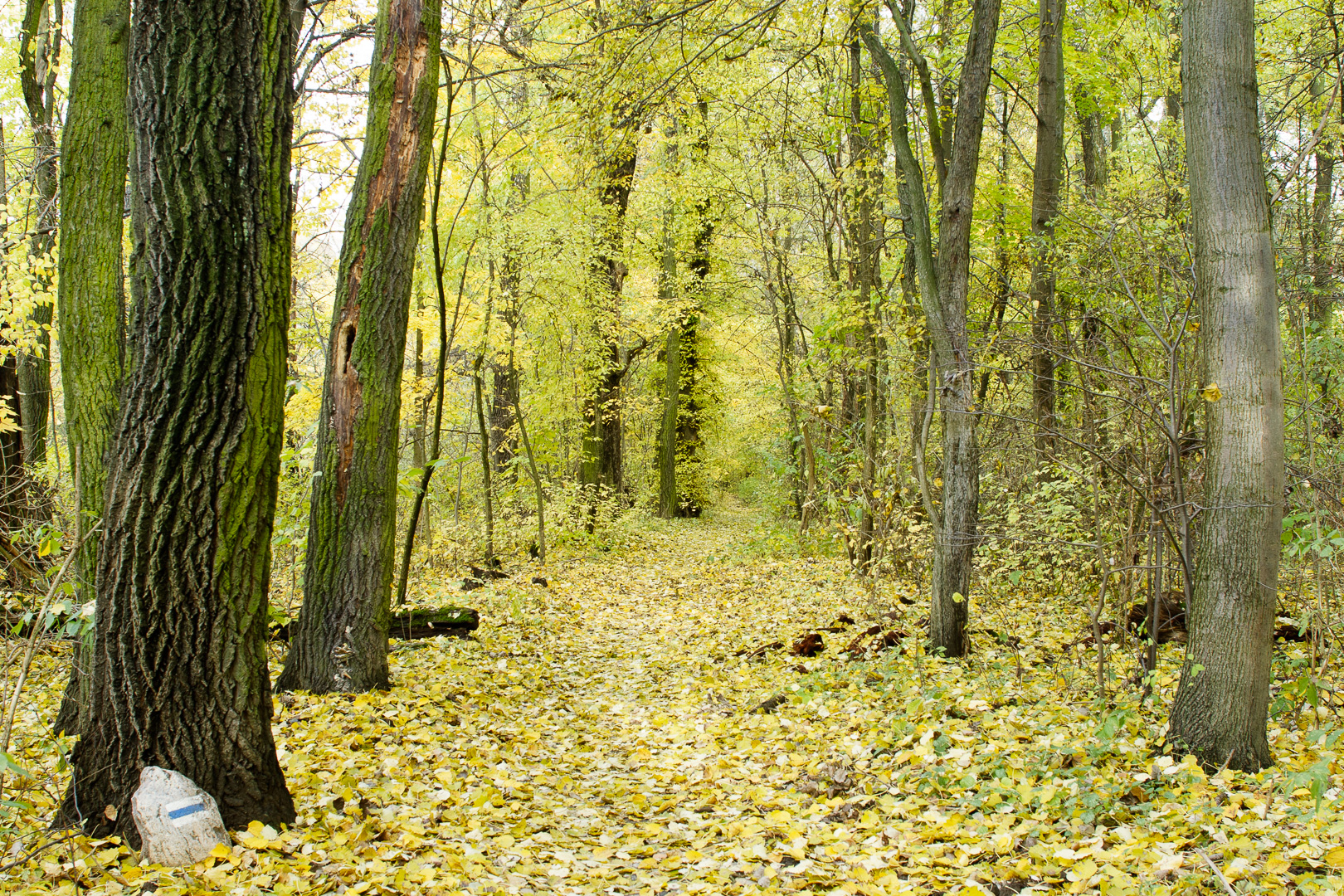
Szlak, z lewej strony oznakowanie na kamieniu.

Dominującymi siedliskiem w rezerwacie jest las łęgowy z elementami grądu niskiego i typowego. Drzewostany przetrwały dzięki przyłączeniu na początku XIX wieku do parku Wilanowskiego. W czasach późniejszych dzięki brakowi pielęgnacji przez kilkadziesiąt lat niemal zupełnie zatarły się ślady ingerencji człowieka. W parku znajdują się duże ilości martwego drewna stanowiącego siedlisko życia wielu organizmów.
Kilkadziesiąt drzew rezerwatu wykazuje rzadko spotykane rozmiary – topole białe osiągają do 2 m średnicy pnia (i wysokości 30-35 m), wiązy do 1,3 m, topole czarne do 2,2 m. Niektóre drzewa uznano za pomnik przyrody:
| Gatunek           | Ilość drzew | Obwód pnia  | Wysokość        |
| ----------------- | ----------- | ----------- | --------------- |
| Topola biała      | 6           | 4,50-6,10 m | 32-35 m 32-45 m |
| Wiąz pospolity    | (6) 5       | 3,30-4,00 m | 20-30 m 20-40 m |
| Lipa drobnolistna | 3           | 3,00-3,80 m | 30-40 m 35 m    |
| Jesion wyniosły   | 3           | 3,05-3,10 m | 25 m            |

(te wszystkie drzewa stanowią jeden pomnik przyrody)
W 2012 roku zniesiono status pomnika przyrody wiązu o obwodzie pnia na wysokości 1,3 m – 350 cm. Obecnie pomnikiem jest więc już nie 18, ale 17 drzew.
W parku spotykane są również wielkie czeremchy. Z kolei Sumiński i Tenenbaum w 1921 r. pisali w swoim przewodniku o największej pod Warszawą ilości kwitnących tutaj tych krzewów.
Bardzo bogate jest też runo.

### Fauna
Według dawniejszych danych wśród ptaków spotykane są tutaj m.in. uszatka, puszczyk, dzięcioły (np. zielony). W 1999 r. na Wilanówce koło parku widziano niepłochliwą samicę tracza nurogęsi z pisklętami, w końcu lat 80. gnieździły się tu turkawka (wymieniana już u Sumińskiego i Tenenbauma w 1921 r.), według badań z lat 1994–1995 strumieniówka, gnieżdżą się w parku świergotek drzewny (Luniak 2001), strzyżyk, lubiące stare drzewostany wilga (dane z 1990 r.) i kowalik, ok. 1990 r. gil.
Według nowszych informacji dostępnych w 2010 roku w rezerwacie gnieżdżą się lub prawdopodobnie gnieżdżą się 34 gatunki ptaków, a najliczniejszą grupą gatunków są dziuplaki. W porównaniu z latami poprzednimi wycofało się 9 spośród 40 wcześniej gniazdujących gatunków leśnych – m.in. uszatka, turkawka i pokrzywnica, a pojawiły 3 nowe – myszołów, słowik rdzawy i dzięcioł czarny.
Spośród ssaków występują w parku lis, łasicowate (borsuk europejski, kuna, łasica pospolita, norka amerykańska, wydra europejska), sarna europejska, dzik, zając, gryzonie (wiewiórka, nornica ruda, piżmak, badylarka, mysz leśna i polna, nornik zwyczajny), nietoperze (nocek rudy i raz stwierdzony nocek Natterera, borowiec wielki i raz stwierdzony borowiaczek, karlik większy i drobny, gacek brunatny), jeż wschodni, ryjówkowate (ryjówka malutka i aksamitna), kret. Łaszek (1980 r.) wymienia również królika, Sumiński i Tennenbaum (1921 r.) pisali o gronostaju.
W rezerwacie występuje też zaskroniec, raz stwierdzono padalca. Jest również kilka gatunków płazów (żaba śmieszka, moczarowa i trawna, raz stwierdzono ropuchę szarą). Sumiński i Tenenbaum wymieniali w 1921 roku huczka i traszki.
Autorzy ci pisali również m.in. o dużej ilości gatunków wijów oraz najliczniejszych pod Warszawą żyworódkach zamieszkujących łachę, nad którą położona jest część parku.

## Zabytki
Zespół parkowy w Morysinie (Zespół urbanistyczno-architektoniczny (budowlany) Morysin) jest wpisany do rejestru zabytków (Nr Rej. 640/1-6 bez 5). Są to następujące obiekty:
- park[17][18][8]
- ruiny pałacyku[17] (Pałac, ruina[18], pałacyk z rotundą[3]). Rotunda nawiązuje do świątyni Herkulesa na Forum Boarium w Rzymie[8].
- domek stróża[17][3] (Dom stróża, ruina[18], domek dozorcy[8])
- gajówka[17][18][3][8]
- Oraculum (pozost.)[18], nie ma już w rejestrze zabytków – zostało przeniesione do Pawilonu Rzeźby w parku pałacu wilanowskiego[17]. Zasadniczą jego częścią była kamienna figurka Dionizosa[8].
- brama[17][3] (Brama pseudośredniowieczna z budynkiem[18]), brak decyzji NID[17]

Jedynie ostatni obiekt znajduje się poza rezerwatem. Domek stróża jest opatrzony datą wpisu 4.1965, pozostałe obiekty 4.1973 (73-04-01).
W granicach rezerwatu znajdują się również zabytki figurujące w inwentarzu muzealnym wpisanego pod nr 639/3 z 1.07.1965 oraz 639/3 z 1.01.1973 parku pałacowego z wystrojem architektoniczno-rzeźbiarskim:
- pomnik Bitwy Raszyńskiej[17][3]
- most rzymski[17][3]

Zarówno zespół parkowy w Morysinie jak i park pałacowy są częścią zespołu pałacowo-ogrodowego
Wilanów, nr rej.: 639/1 z 1.01.1973 i z 1.07.2008.

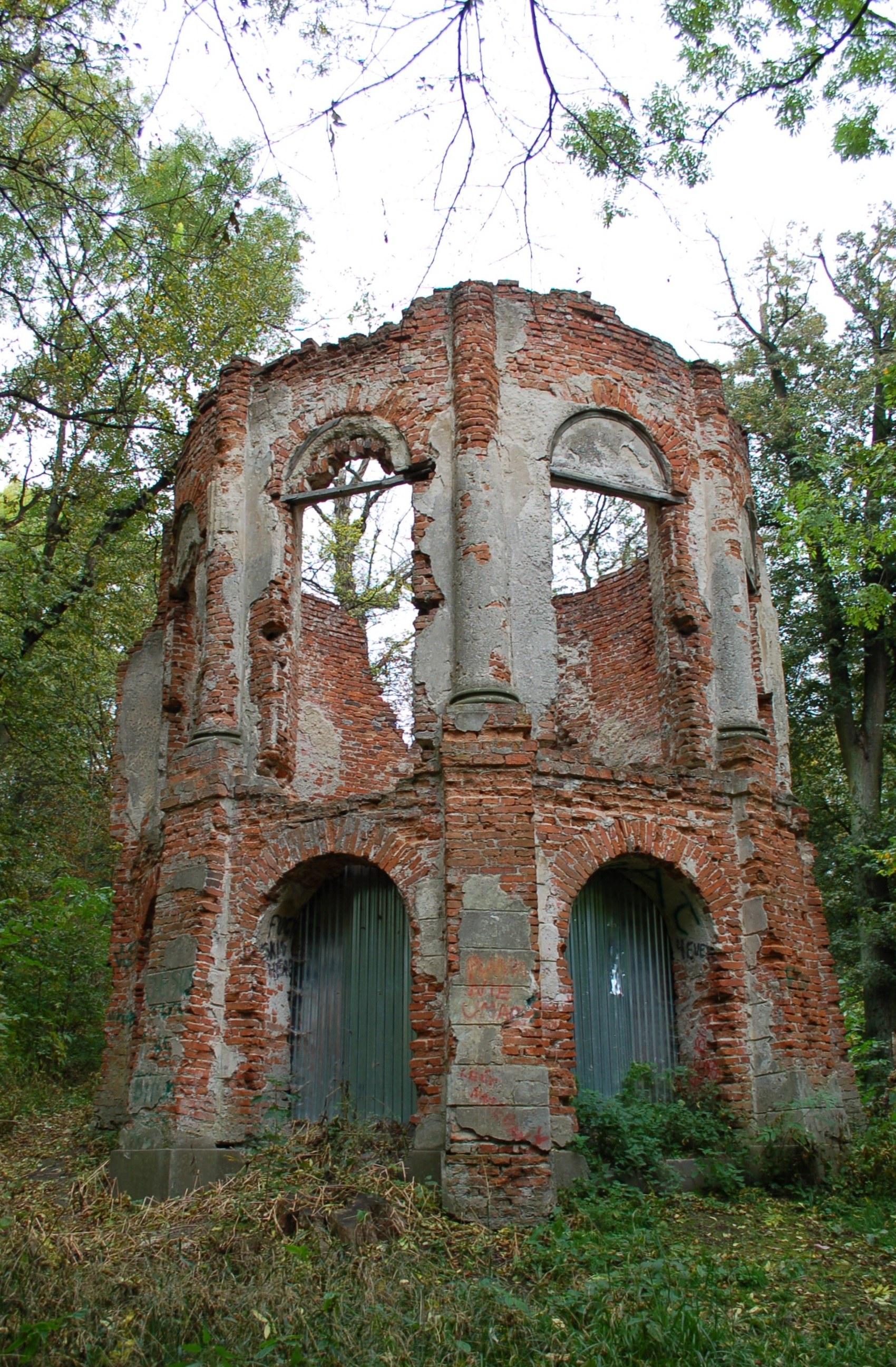
Ruiny pałacyku.
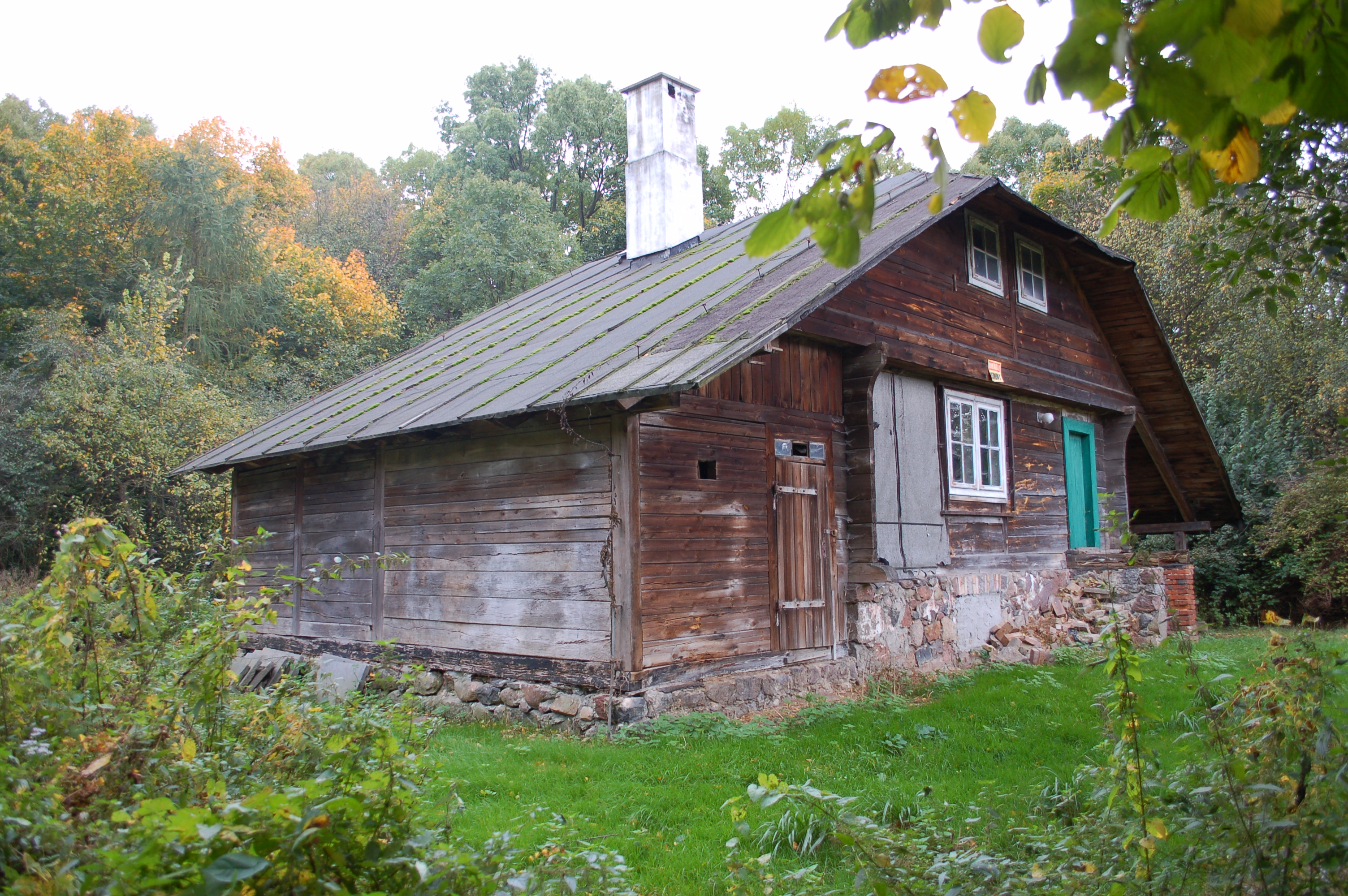
Gajówka.
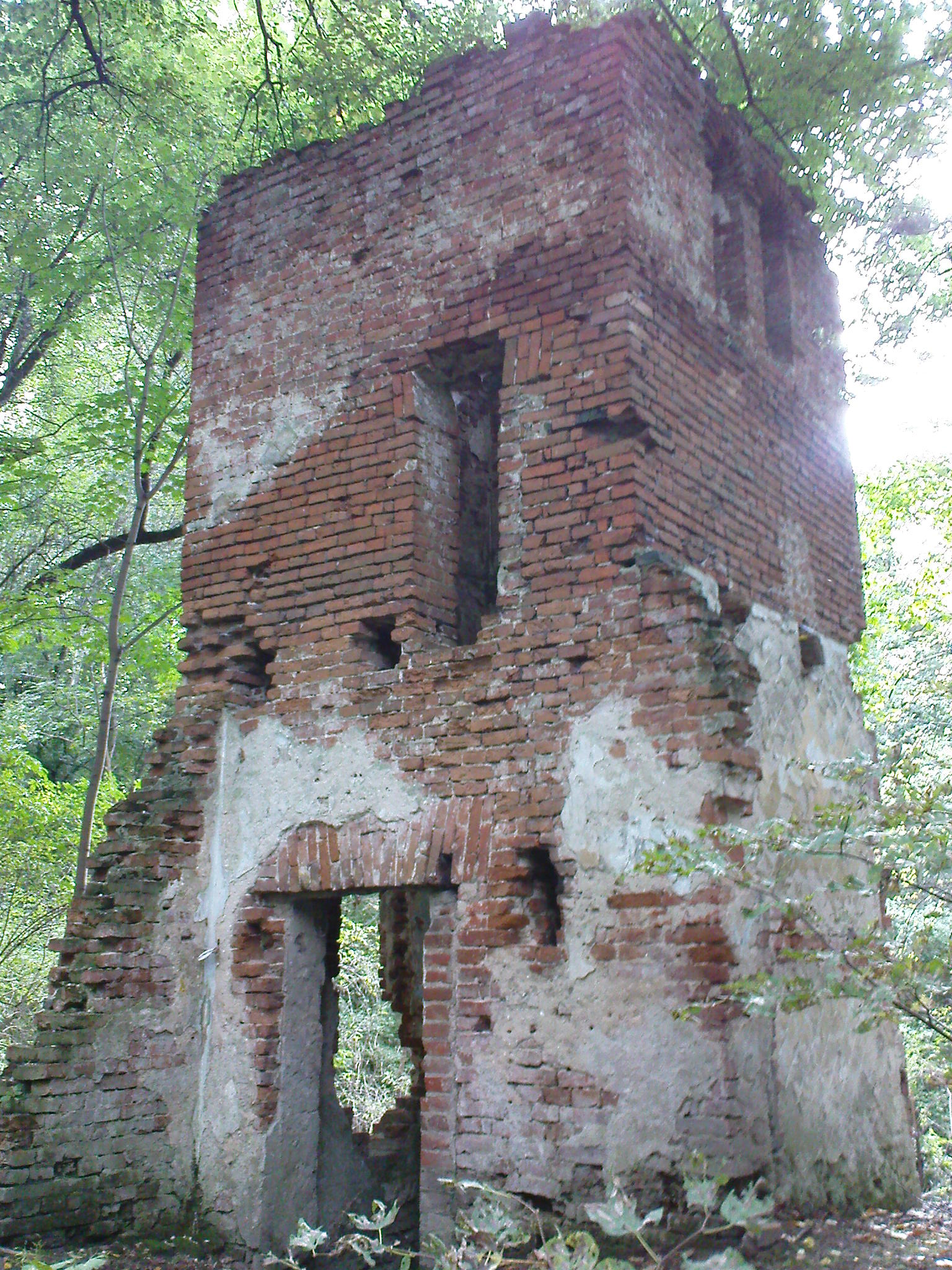
Domek stróża.
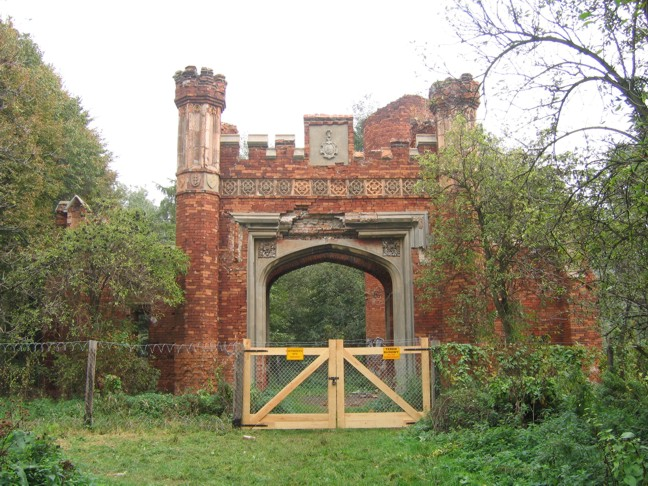
Ruiny bramy negotyckiej na polach morysińskich sąsiadujących z rezerwatem Morysin.
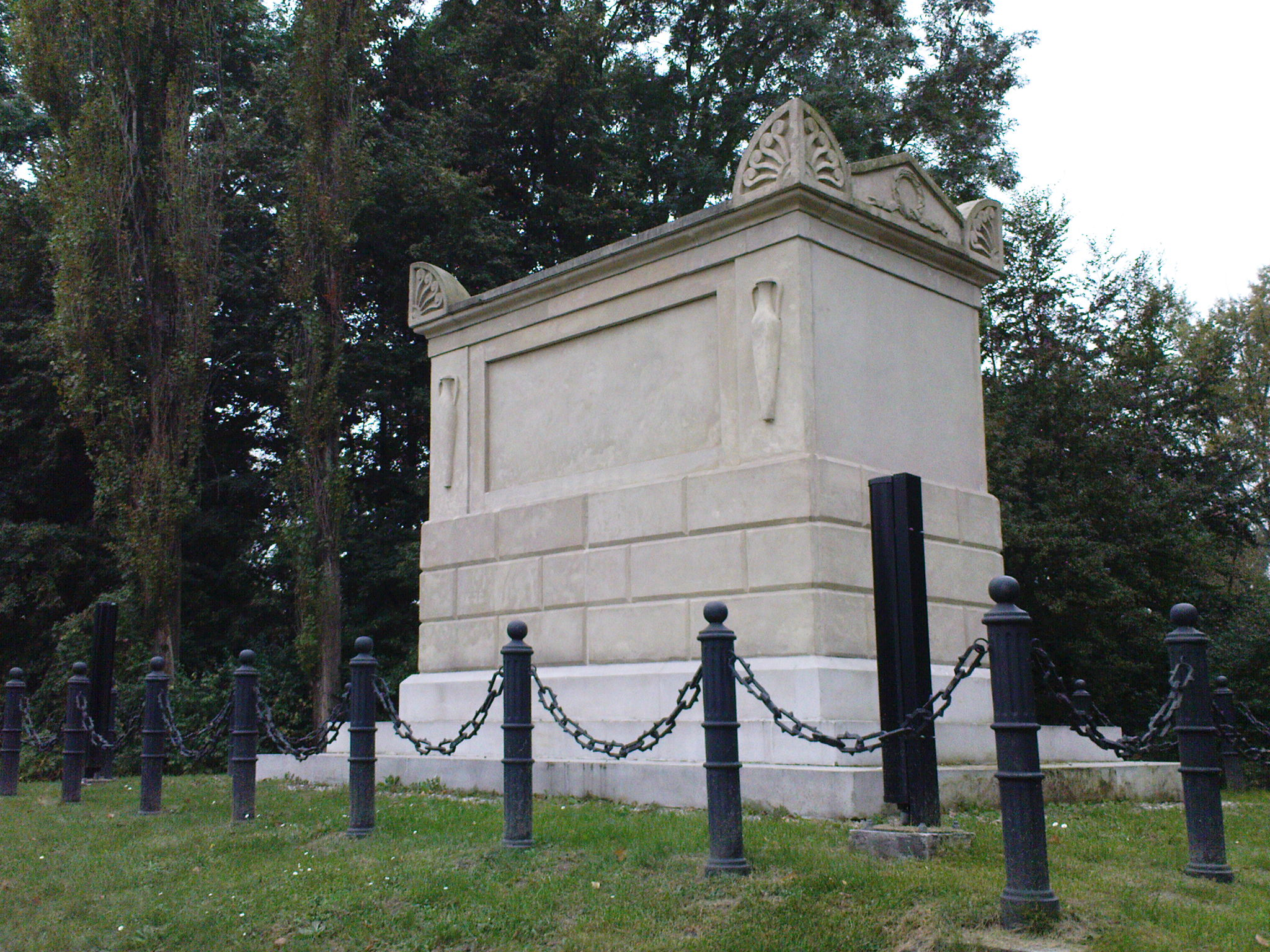
Pomnik Bitwy Raszyńskiej.
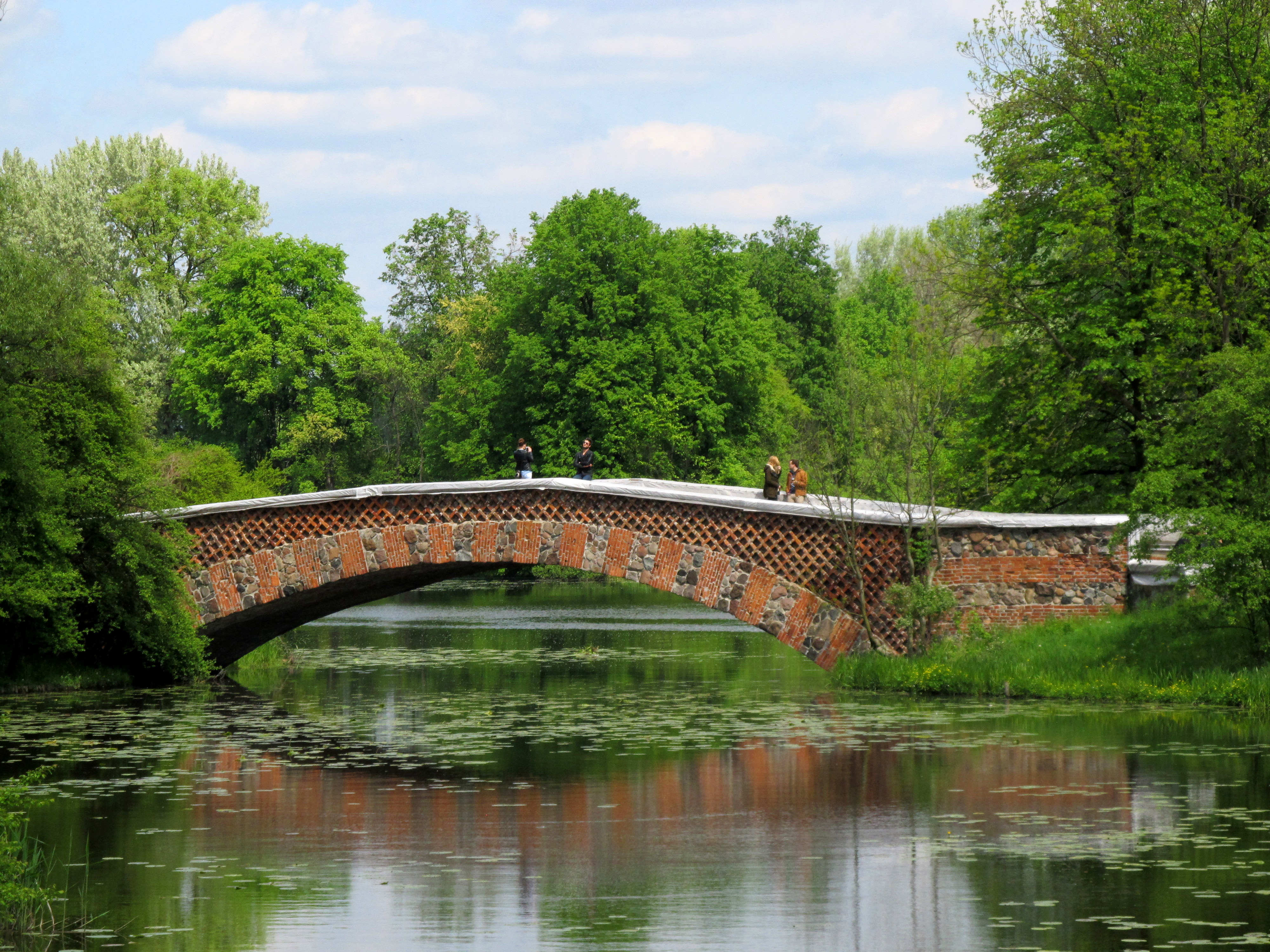
Most rzymski.

## Historia
W wieku XVII-XVIII Morysin w całości był porośnięty lasem łęgowym, który ze względu na naturalne granice pełnił funkcję zwierzyńca. W początku XIX wieku - za rządów Stanisława Kostki Potockiego - ówczesnego właściciela dóbr wilanowskich, jego północną część przekształcono w park romantyczny i nazwano Morysinem na cześć wnuka Potockiego - Maurycego Eustachego, zwanego zdrobniale Morysiem. W parku w 1811 r. wzniesiono pałacyk z rotundą wzorowaną na świątyni Westy w Tivoli, a w 1825 tzw. oraculum, czyli figurę pogańskiego bóstwa między dwoma kolumnami. Park ten był skomunikowany z wilanowskim zespołem pałacowym dzięki wodom Jeziora i Kanału Sobieskiego. Istniały także kanały wewnątrzparkowe, które pozwalały podpływać łodziami aż do stóp pałacyku-rotundy. W połowie XIX wieku w parku powstał murowany dom dozorcy oraz drewniana gajówka, a park przebudowano, tworząc modne wówczas klomby. W 1846 r. na otwartym terenie na południe od parku (na polach morysińskich) wybudowano ceglaną neogotycką bramę, która zamykała wysadzaną drzewami aleję położoną na osi pałacu w Wilanowie. Park pełnił rolę rekreacyjno-wypoczynkową dla właścicieli pałacu i ich gości do 1939 r., kiedy to zaczęła się jego dewastacja. Po 1945 r. park włączony został do Muzeum Narodowego w Warszawie, a od 1995 r. jest własnością Muzeum Pałacu Króla Jana III w Wilanowie.
W 1973 r. park został wpisany do rejestru zabytków województwa warszawskiego, w 1994 r. został uznany na mocy zarządzenia Prezydenta RP za część Warszawy – pomnika historii.

## Galeria

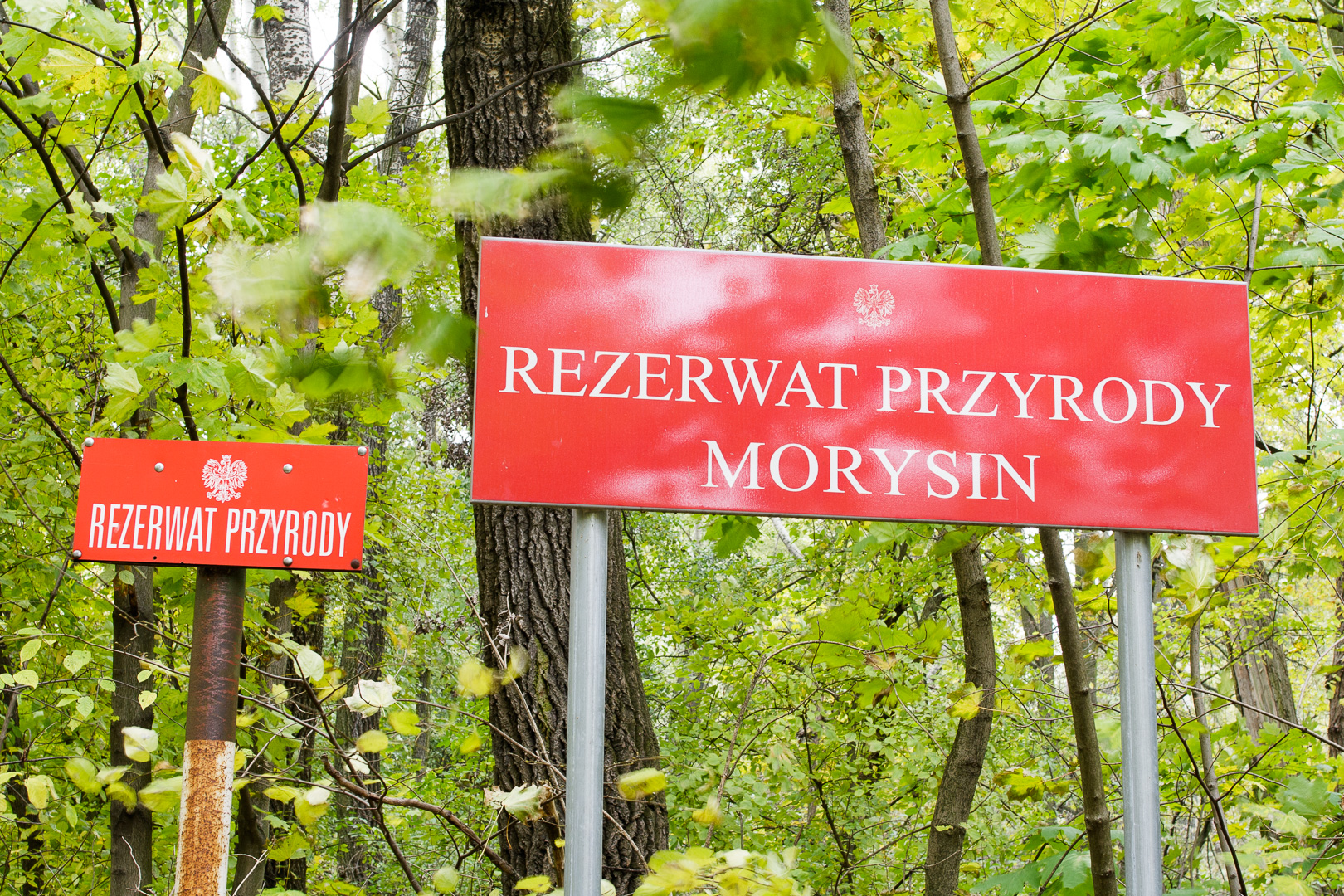
Tablice rezerwatu
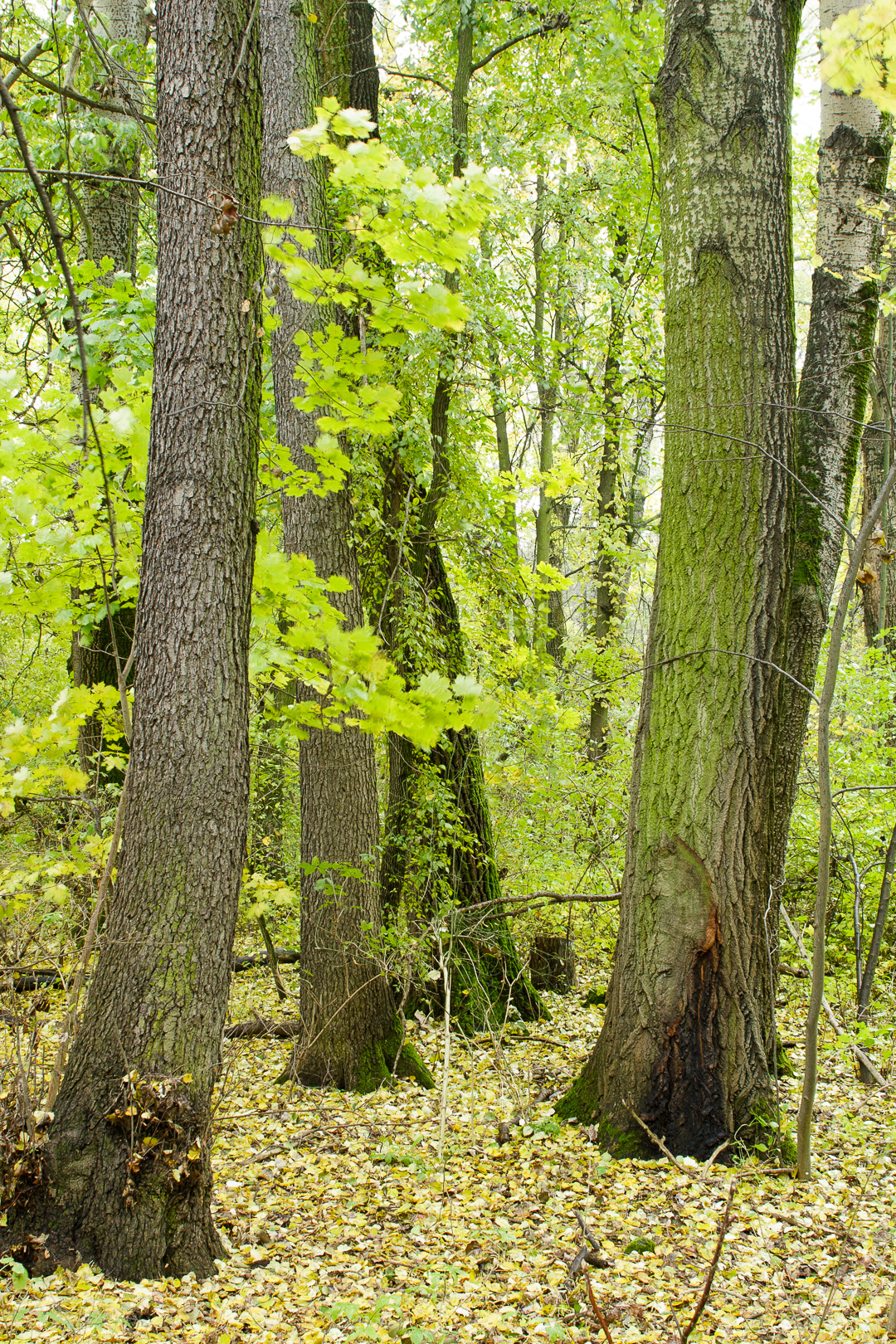
W rezerwacie
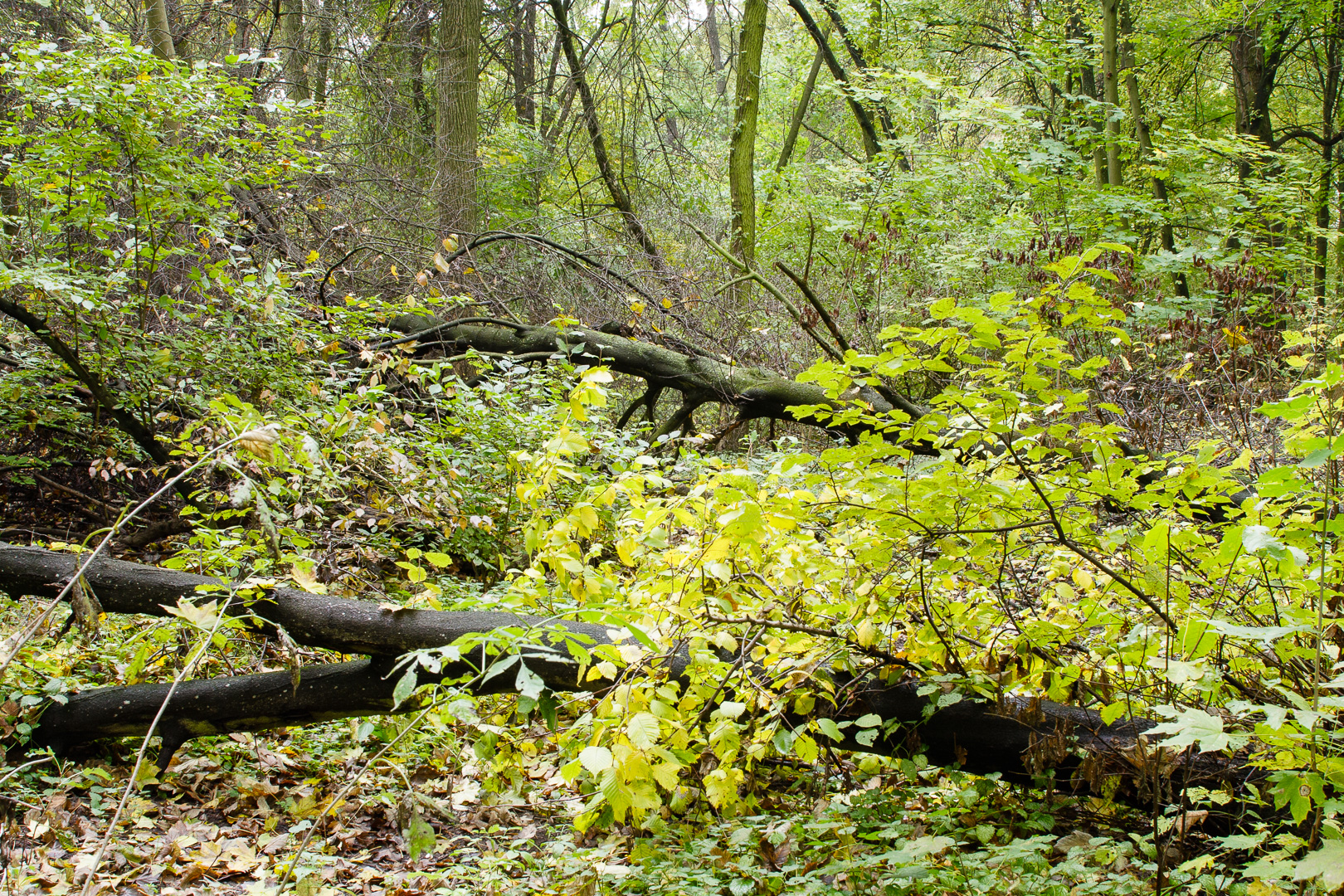
Martwe drewno
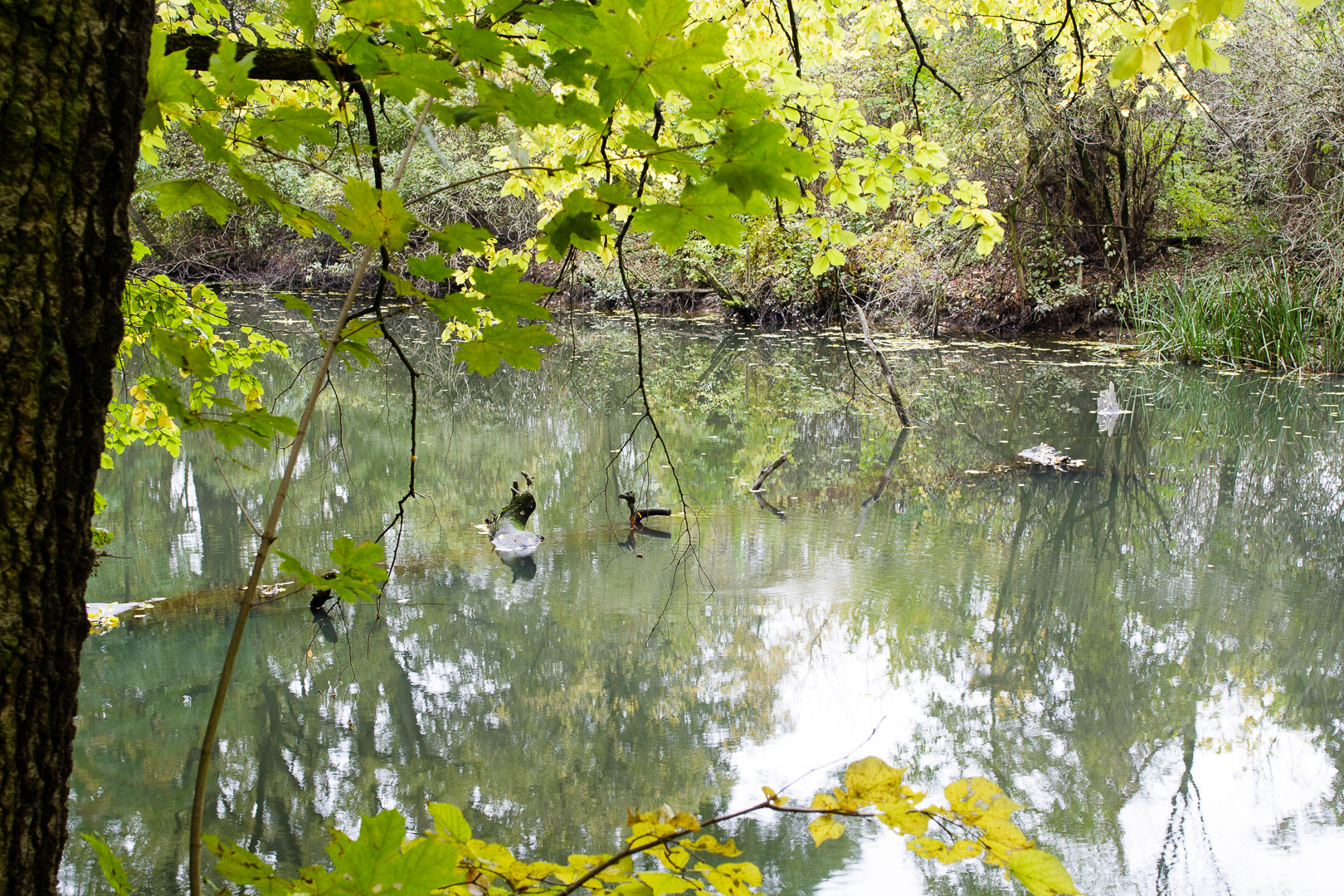
Kanał Sobieskiego – przewrócone drzewo pod wodą
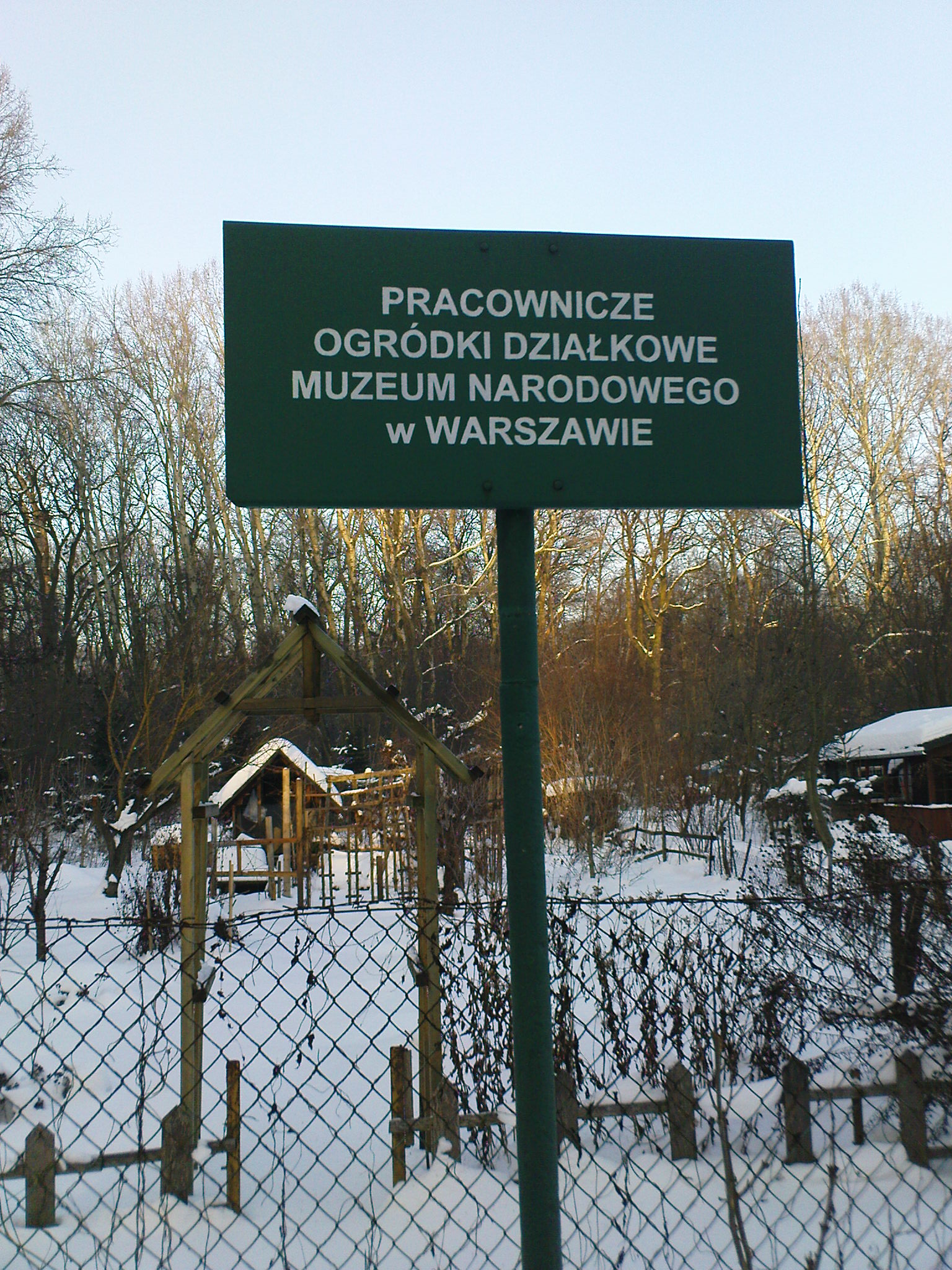
Działki pracownicze w 2010 roku
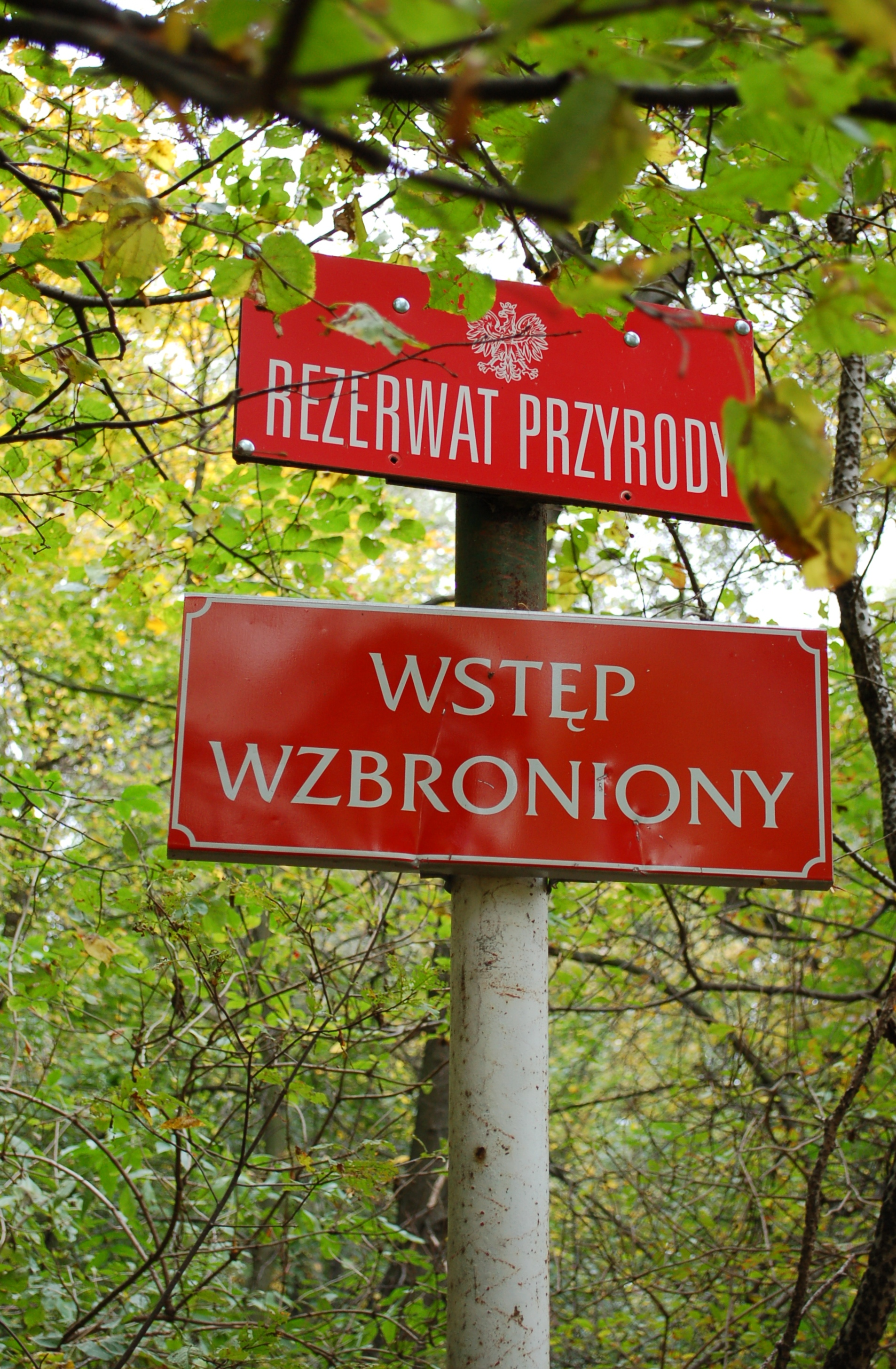
Dawne tablice z zakazem wstępu
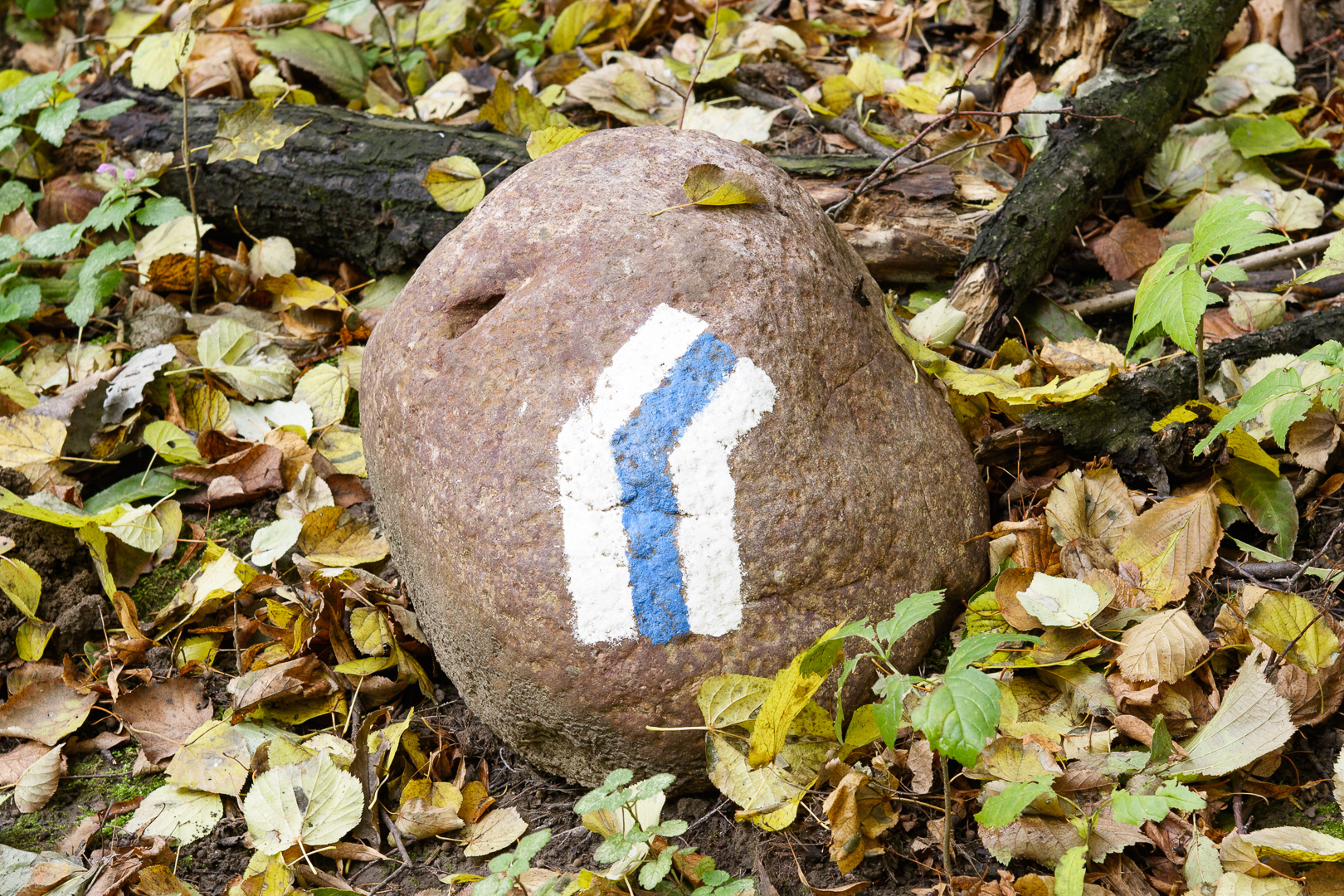
Oznakowanie szlaku